# Дюмустье, Даниель
Дание́ль Дюмустье́ (фр. Daniel Dumonstier, также: Daniel Dumoûtier, Daniel Dumoustier, Du Moustier; 14 мая 1574, Париж — 22 июня 1646, Париж Франция) — французский живописец и рисовальщик. Представитель большой художественной семьи. Придворный художник-портретист королей Генриха IV, Людовика XIII и принца Гастона Орлеанского, создатель крупной коллекции произведений искусства и книг. Мастер карандашного портрета. Современники считали Дюмустье одним из лучших рисовальщиков своего времени.

## Биография

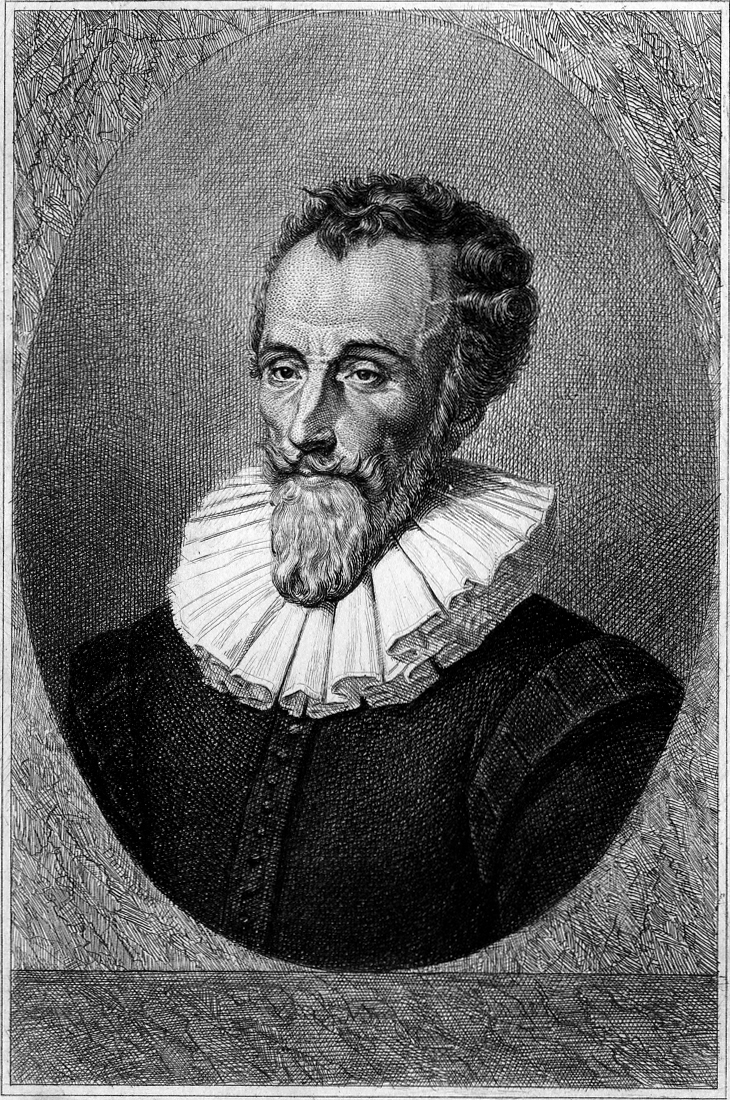
Ш. Девритс. Портрет Франсуа Малерба. 1845. Офорт. Малерб был близким другом художника

Даниель Дюмустье родился в 1574 году в Париже. Предположительно, он мог быть сыном художника Косма II Дюмустье (фр. Cosme II Dumonstier) и внуком Жоффруа Дюмустье.
В 1602 году Даниэль Дюмустье женился на Женевьеве Балифр, чей отец был придворным музыкантом короля. В брачном договоре Дюмустье назван «благородным человеком, придворным художником и камердинером короля». Один из его ранних портретов — портрет Габриэль д'Эстре, в то время фаворитки короля Генриха IV. Среди близких друзей художника в это время — поэт Франсуа де Малерб.
В 1622 году король Людовик XIII предоставил художнику квартиру в Лувре; именно в этих апартаментах в 1628 году умерла Женевьева Балифр. Она родила одиннадцать детей, семь из которых пережили смерть матери. В 1630 году Даниель Дюмустье женился второй раз на своей горничной, Франсуазе Эзек (её портрет художник нарисовал ещё в 1619 году): в этом браке у него было четверо детей.
Дом Дюмустье стал прообразом Салонов XVII—XVIII веков, где встречались писатели, философы, аристократы крови и светские острословы. При этом сам художник демонстративно держался запанибрата по отношению к представителям самых древних и богатых родов Франции. Он бравировал знаниями итальянского и испанского языка. В актах крещения его детей фигурируют парижские аристократы.
После смерти Франсуазы Эзек в 1636 году Даниэль Дюмустье остался в Лувре, продолжая свою деятельность и по-прежнему получая пенсии, которые платили ему король Людовик XIII и принц Гастон Орлеанский. Здесь художник и умер. Отпевание состоялось в пятницу, 22 июня 1646 года, в церкви Сен-Жермен-л'Осеруа.

## Творчество
Своей славой художник обязан не только своим рисункам, но и яркой личности. Поэт-любитель (в стихах он подражал творчеству своего друга — поэта Франсуа Малерба), музыкант, знаток нескольких языков, он обладал необычайной памятью, был настроен скептически по отношению к религии и воспринимался современниками как развратник за свободные образ мышления и поведение. Его экстравагантные выходки, граничащие с грубостью и наглостью, становились предметом обсуждения в светском обществе.
«Кабинет музыкальных редкостей» (фр. «son cabinet de curiosités», как говорили современники) Даниеля Дюмустье быстро стал одним из самых известных в Париже, его посещали герцог Бекингем; кардинал Франческо Барберини, племянник папы Урбана VIII; кардинал Памфили, который позже стал папой Иннокентием Х. Его библиотека впоследствии стала частью знаменитой библиотеки кардинала Мазарини.
Историки искусства выделяют в творчестве художника три основных этапа.
- До середины 1620-х годов художник работал в традициях портретного искусства XVI века. Рисунки этого периода отличаются точностью в передаче образа и внутренней силой. К этому периоду относятся портрет племянника Пьера Дюмустье Младшего (1606, Национальная библиотека Франции, Париж) и Кончино Кончини, фаворита королевы Марии Медичи (1624, Лувр, Париж)[9].
- Со второй половины 20-х годов в его творчестве усилилось живописное начало, он стал по-новому применять пастель, накладывая её густым слоем на всю поверхность изображения лица портретируемого, контурные линии дополняют красочные пятна. Рисунок становится свободнее, напоминая эскиз. Появляются элементы салонности. Героем портретов художника стал человек светский, которому важно было не «быть» кем-либо, а лишь казаться таковым. Характерными образцами произведений этого периода являются портрет Катрин де Поммерей и Мадлен де Креки[12]. По свидетельству Таллемана де Рео сам художник говорил о своих аристократических моделях:

«Они настолько глупы, что думают, что они таковы, какими я их делаю, и мне за это лучше платят»— Gédéon Tallemant des Réaux. Les Historiettes. Mémoires pour servir à l’histoire du XVIIe siècle
- В конце своей жизни Даниель Дюмустье был близок воззрениям будущих лидеров Фронды. В отдельных портретах он достигал высот реализма[14], особенно когда изображал известных вольнодумцев (например, аббата Сен-Сирана, одного из лидеров янсенизма, 1644, Лувр, Париж) или близких людей (портрет Франсуазы Эзек, 1639, Национальная библиотека Франции, Париж). Однако художнику недоставало глубины проникновения в характеры портретируемых, его герои монотонно позируют, они напыщенны, их характеристики односторонни и обычно отражают отрицательное отношение к ним художника. Вместо раскрытия характера Даниель Дюмустье предпочитает подчёркивать декоративные элементы изображения[15].

Нил Джефферс отмечал своеобразие техники художника. Дюмустье никогда не работал только пастелью, а использовал обычную для французских рисовальщиков «технику трёх карандашей», дополняя её другими материалами: цветными мелками и подцветкой акварелью.

## Судьба творческого наследия
При жизни художник пользовался славой «лучшего рисовальщика Европы». Таллеман де Рео посвятил ему один из своих рассказов.
Затем творчество Дюмустье отошло в тень более ярких художников его эпохи. Интерес к работам и личности Даниеля Дюмустье возродился только в начале XXI века. Выставка, включающая все его произведения, хранящиеся в музее Конде в Шантийи (тридцать рисунков), а также произведения из Национальной библиотеки Франции и Лувра, была организована в Шантийи с 15 марта по 15 июня 2006 года. Были опубликованы два каталога работ художника.

## Галерея

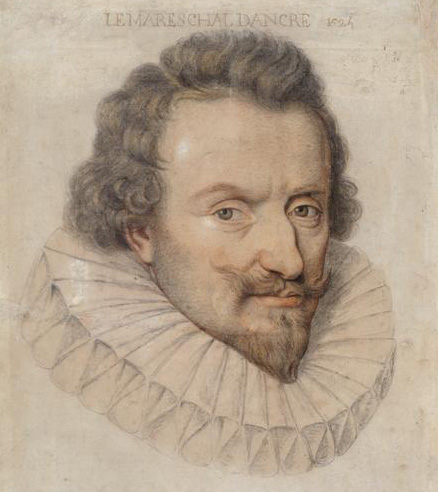
Портрет Кончино Кончини. 1614. Бумага, итальянский карандаш, пастель, сангина, белила. Лувр, Париж
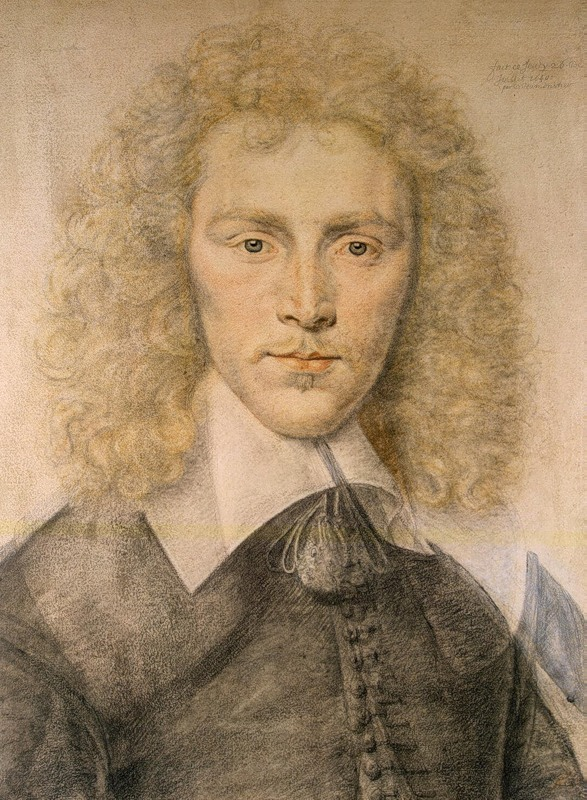
Портрет молодого человека со светлыми волосами. Бумага, итальянский карандаш, пастель, сангина. Государственный Эрмитаж, Санкт-Петербург
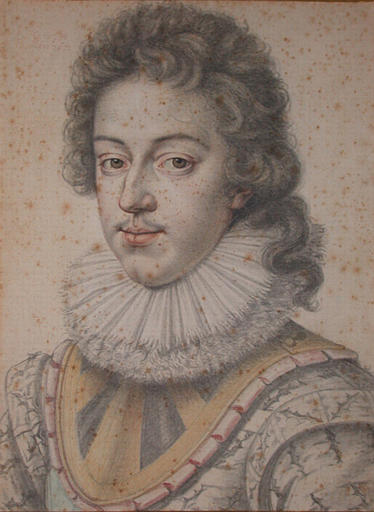
Портрет Людовика  XIII. 1622. Бумага, итальянский карандаш, пастель. Музей Конде, Шантийи
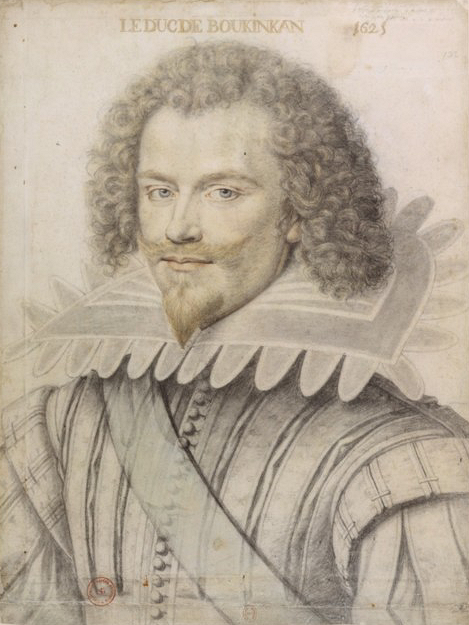
Вильерс, Джордж, 1-й герцог Бекингем, 1625. Бумага, итальянский карандаш, пастель. Национальная библиотека Франции, Париж
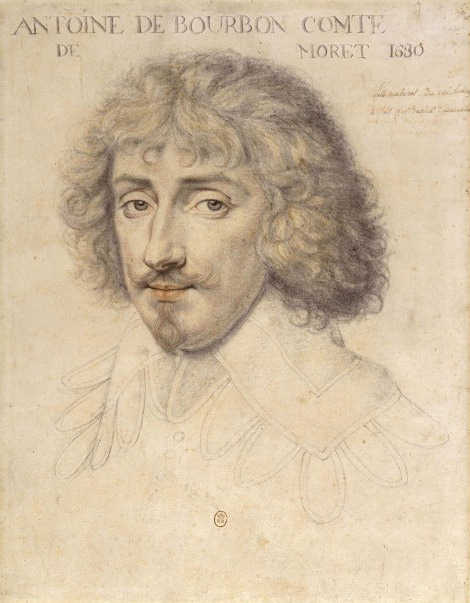
Антуан де Бурбон, граф де Море. 1630. Бумага, итальянский карандаш, пастель. Национальная библиотека Франции, Париж
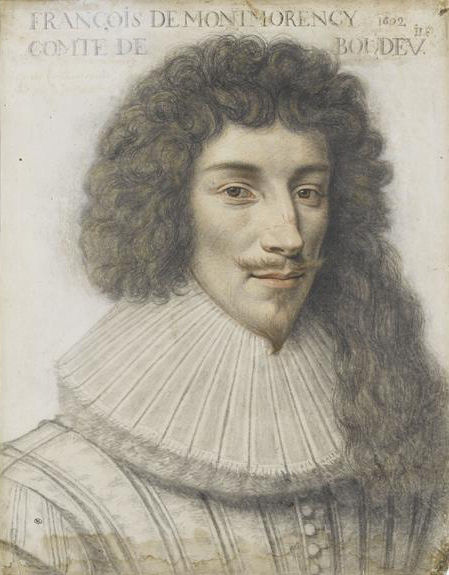
Франсуа де Монморанси-Бутвиль. 1625. Бумага, итальянский карандаш, пастель. Гран-Пале, Париж
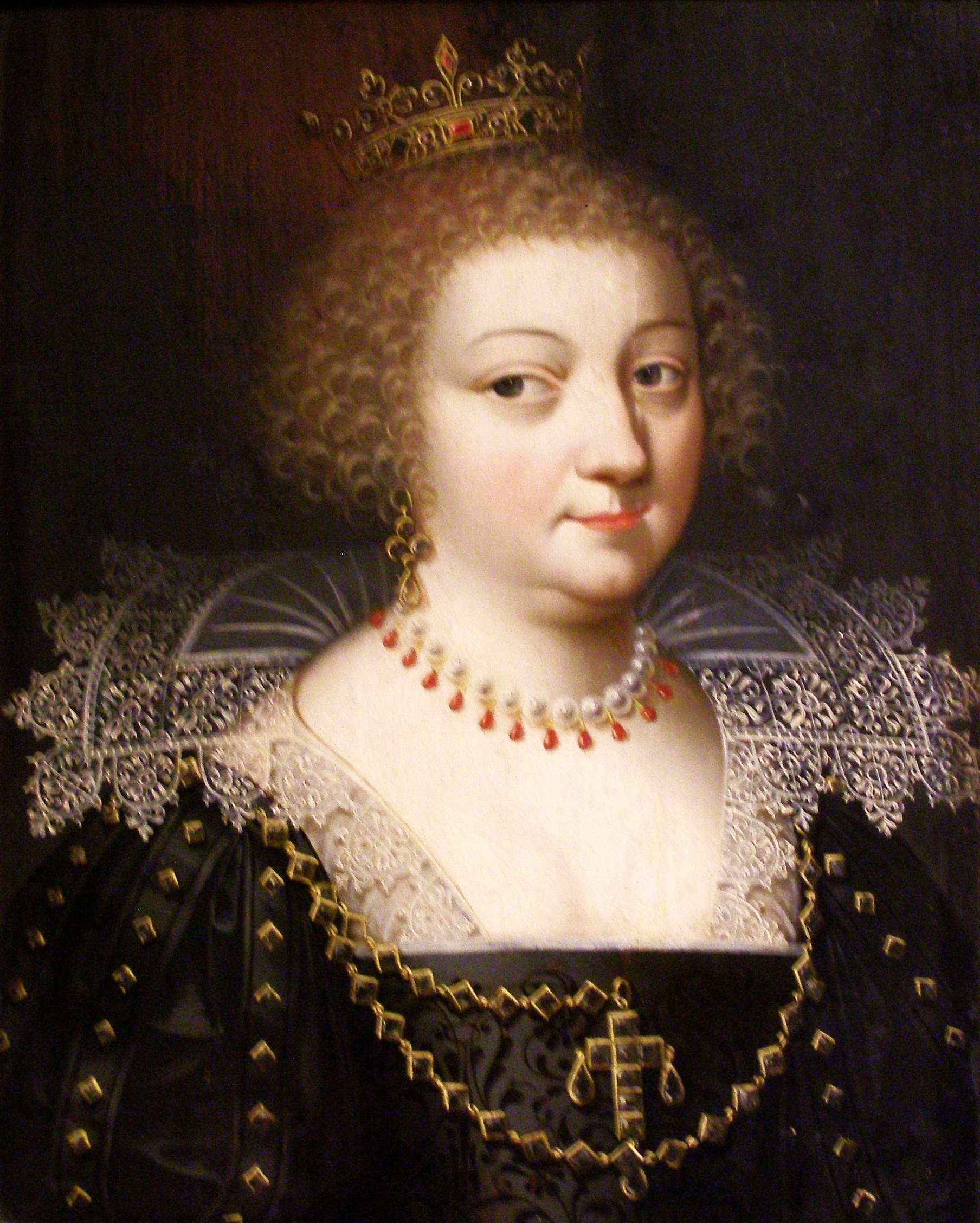
Портрет Анны Австрийской. Между 1620 и 1630. Дерево, масло. Национальный музей, Краков